# Горбатюк, Игорь Владимирович
Игорь Владимирович Горбатюк (род. 27 марта 1966 года) — российский искусствовед, член-корреспондент РАХ (2018).

## Биография
Родился 27 марта 1966 года, живёт и работает в Москве.
В 1988 году — окончил Пушкинское высшее военное инженерно-строительное училище, в 2012 году — окончил Московский художественный институт имени В. И. Сурикова.
С 2002 года — проректор по административно-хозяйственной работе Московского художественного института имени В. И. Сурикова.
С 2004 года — член Творческого союза художников России.
В 2018 году — избран членом-корреспондентом Российской академии художеств от Отделения искусствознания и художественной критики.

## Творческая деятельность
Основные научные труды
- «Готическая культовая архитектура южной Франции»;
- «Культовое зодчество Лангедока XIII—XIV веков»;
- Проблемы становления масляной живописи в Китае XX века;
- Развитие станковой картины в Китае XX века;
- Влияние реалистического искусства на станковую картину Китая XX века.

## Награды
- Почётная грамота Министерства образования и науки Российской Федерации (2010)
- Почётный профессор Харбинского педагогического университета Китайской Народной Республики (2018)

Награды РАХ
- Медаль Российской академии художеств (2009)
- Благодарности Российской академии художеств (2003, 2013)